# Аск (мікологія)

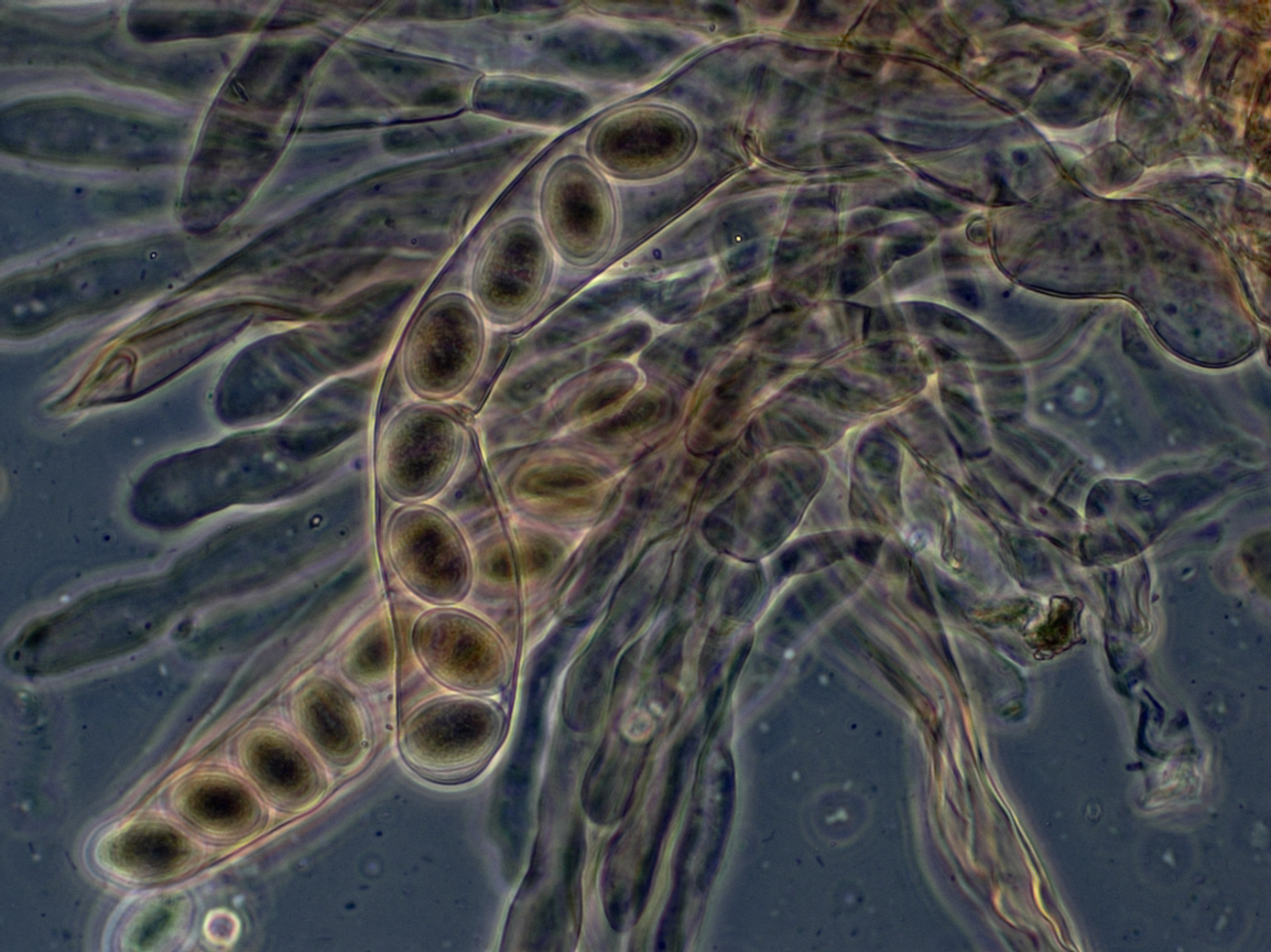
Аски і аскоспори сморчка високого (Morchella elata) оточені стерильними клітинами-парафізами

Аск (лат. ascus від грец. ασκος — «шкіряний мішок») — плодова сумка сумчастих грибів, в якій розвиваються аскоспори. Стадія аска є кінцевою стадією в процесі статевого розвитку. Аски утворюються або безпосередньо із зиготи, або на аскогенних гіфах, що розвиваються із зиготи. У більшості аскоміцетів розвиваються всередині або на поверхні плодових тіл, у голосумчатих — безпосередньо на міцелії або на клітинах, що брунькуються (без утворення плодового тіла).

## Класифікація асків
Будова аска, в капсулах якого містяться статеві спори, є важливою ознакою в класифікації аскоміцетів. Відомо чотири основні типи асків:
- евтунікатні: характеризуються наявністю потовщених і диференційованих оболонок, що відрізняються від оболонки зиготи. Вони зазвичай витягнуті в довжину й мають еліпсоїдну, циліндричну або булавоподібну форму.[1]
  - унітунікатні: мають морфологічно й функціонально одношарові оболонки. У асків цього типу всі шари клітинної стінки зростаються один з одним, унаслідок чого у світловому мікроскопі їх оболонка має вигляд одношарової.[1]
  - бітунікатні,
- прототунікатні: мають дуже тонку оболонку, яка являє собою недиференційовану оболонку зиготи. Такі аски зазвичай мають сферичну форму, тобто зберігають форму зиготи. Прототунікатні сумки не мають пристосувань для активного розповсюдження спор, тому вивільнення спор з них відбувається після руйнування або ослизнення клітинної стінки (Emericella, Eurotium, Talaromyces). Деякі групи сумчастих грибів мають аски, які морфологічно подібні до прототунікатних, проте виникли в результаті вторинного спрощення асків з диференційованими оболонками. Такі сумки називають вторинно прототунікатними (Calacium, Chaetomium).[1]
- лекапорові (тільки у лишайників).